# 高森順子
高森 順子（たかもり じゅんこ、1978年1月10日 - ）は、長崎県を拠点にタレント活動をしている日本のラジオパーソナリティ、テレビ長崎 (KTN) のリポーター。長崎県諫早市出身。

## 出演

### ラジオ番組
- Fly-Day Wonder3（エフエム長崎、2003年 - ）[5][6]
- 栄町レコード（エフエム長崎、2008年 - 2010年）[7]
- 長崎発見ラジオ Saturday Chat Box（エフエム長崎、2008年 - 2010年）[8]
- Spicy voxx → Spicy voxxx → Spicy voxx（エフエム長崎、2010年 - 2018年） - 月曜・火曜担当
- Patagonia presents NATURE & FUTURE（エフエム長崎、2017年 - ）[9]
- イズミファニチャーVOICE（エフエム長崎）[10]

### テレビ番組
- JUNK BOX（長崎文化放送、2007年 - 2021年）[11]
- トコトン・サタデー（長崎文化放送、2007年 - 2015年） - MC[12]
- マルっと!（テレビ長崎） - 「Get's V」担当